# E.F. Band
E.F. Band – szwedzka grupa muzyczna reprezentująca New Wave of British Heavy Metal.
Zespół został założony w 1978 przez basistę i wokalistę Pära Ericsona oraz gitarzystę Bengta Fischera, byłych członków grupy Epizootic wykonującej rock progresywny. Nazwa grupy pochodzi od pierwszych liter ich nazwisk. Do dwójki muzyków dołączył także perkusista Tony Lager. W 1979 jego miejsce zajął Dave Dufort, by, nagrawszy wcześniej z zespołem utwór "Fighting for Rock and Roll" na kompilację Metal for Muthas, w 1980 opuścić zespół i zostać zastąpionym przez Daga Eliasona. W tym składzie w 1981 grupa wydała swój pierwszy album Last Laugh Is On You. Wkrótce do zespołu dołączył wokalista John Ridge zastępując na tym stanowisku Ericsona, który od tej pory pełnił jedynie funkcję basisty. Ridge nagrał z E.F. Band album Deep Cut po czym opuścił grupę. Jego miejsce zajął występujący wcześniej w grupach Deep Machine i Angel Witch Roger Marsden. Wkrótce zespół zasilił także drugi gitarzysta Anders Allhage, znany później jako Andy LaRocque. W 1985 ukazał się trzeci album E.F. Band One Night Stand. Była to ostatnia wydawnictwo studyjne grupy. W 1987 Allhage opuścił E.F. Band, by dołączyć do King Diamond. Wkrótce grupa rozpadła się.

## Skład grupy

### Ostatni skład
- Roger Marsden – śpiew (1983–1987)
- Bengt Fischer – gitara, podkład wokalny (1978–1987)
- Pär Ericson – gitara basowa, śpiew (do 1982), podkład wokalny (od 1982) (1978–1987)
- Dag Eliason – perkusja (1980–1987)

### Poprzedni członkowie
- Dave Dufort – perkusja (1979–1980)
- Anders Allhage – gitara (1984–1987)
- Tommy Lager – perkusja (1978–1979)
- John Ridge – śpiew (1982–1983)

## Dyskografia

### Albumy studyjne
- Last Laugh Is On You (1981)
- Deep Cut (1982)
- One Night Stand (1983)

### Album koncertowy
- Live at the Mudd Club in Gothenburg 1983 (2005)

### Kompilacja
- Their Finest Hours (2003)

### Single
- "Night Angel" (1979)
- "Self Made Suicide" (1979)
- "Devils Eye" (1980)

### Gościnnie
- Metal for Muthas Vol. I (1980)